# NGC 4365
NGC 4365 (другие обозначения — UGC 7488, MCG 1-32-48, ZWG 42.83, VCC 731, PGC 40375) — эллиптическая галактика (E3) в созвездии Дева.
Галактика наблюдается на фоне  NGC 4334.
Этот объект входит в число перечисленных в оригинальной редакции «Нового общего каталога».